# Kalandria
Kalandria (ang. calandria) – cylindryczny zbiornik ze stali nierdzewnej stanowiący rdzeń reaktora jądrowego typu CANDU, będący odpowiednikiem zbiornika ciśnieniowego w reaktorach wodnych wrzących (PWR).
W odróżnieniu od zbiorników najpopularniejszych reaktorów PWR kalandria jest zbiornikiem niskociśnieniowym, wypełnionym ciężką wodą, a ciśnieniowe przewody chłodzące przebiegają przezeń poziomo (pręty kontrolne – pionowo), tworząc w zbiorniku od 306 do 480 kanałów  w których umieszczone są elementy paliwowe. Odstęp między kanałami, ok. 30 cm, dobrany jest tak, by moderująca ciężka woda zdążyła wytracić energię neutronów od poziomu energii termicznej.
Każdy kanał ma podwójne ścianki. Pierwsza, fizycznie oddziela moderator od chłodziwa i jest wypełniona gazem obojętnym. Druga ścianka tworzy rurę ciśnieniową z chłodziwem (również ciężką wodą) i paliwem jądrowym. Kanały wychodzą po obu stronach kalandri, przez otwory w osłonach końcowych (end shield).
Budowa umożliwia wymianę paliwa w czasie pracy reaktora. Kalandria jest otoczona lekką wodą pełniącą funkcję osłony biologicznej.